# Heinrich Schütte

Heinrich Schütte

Heinrich Schütte (* 28. Dezember 1863 in Oldenbrok; † 10. Dezember 1939 in Oldenburg) war ein deutscher Lehrer und Heimatforscher, der als Pionier der Marschenforschung an der Nordsee gilt.

## Leben

### Herkunft und berufliche Laufbahn

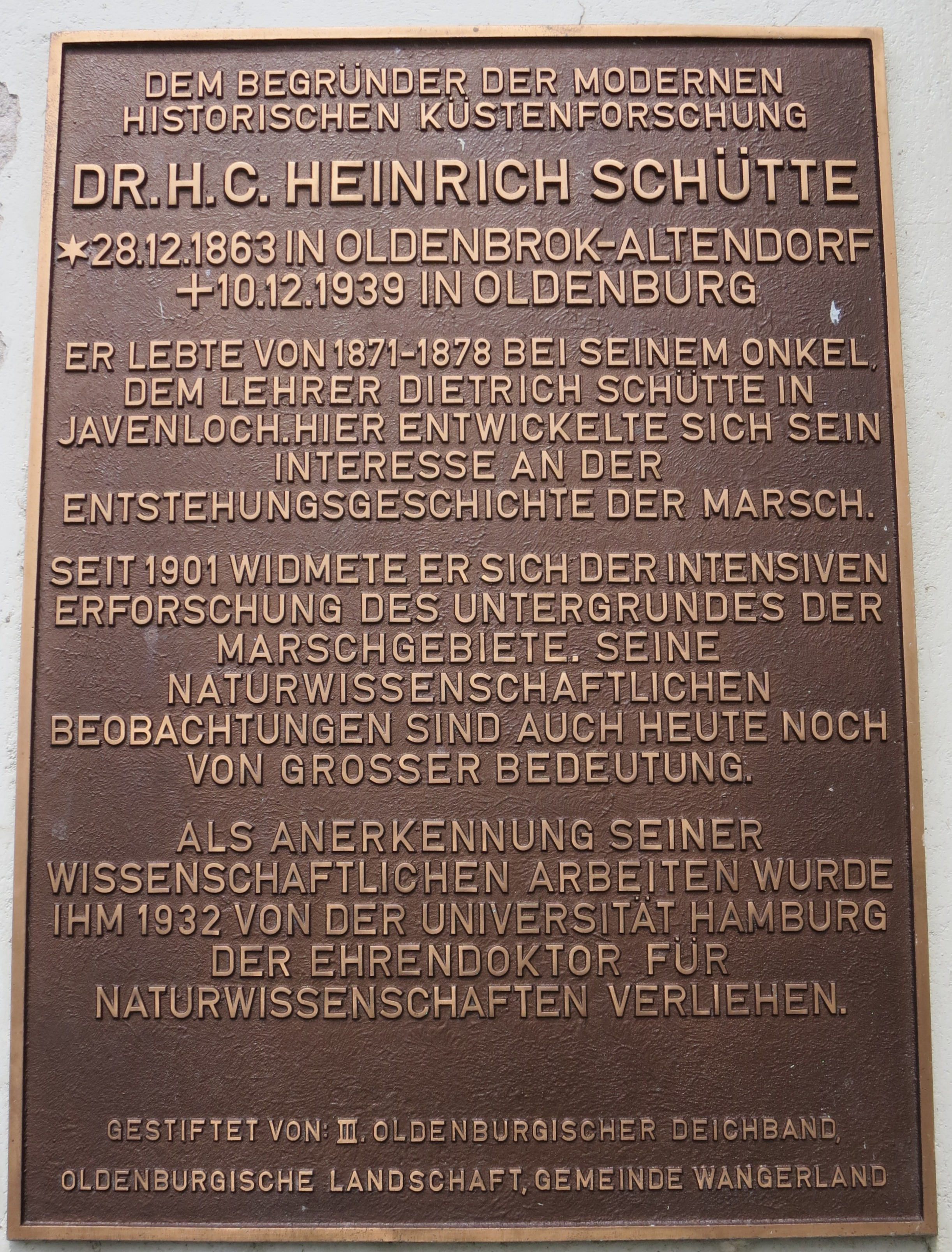
Gedenktafel am Deich-schart in Neu Augustengroden (Wangerland)

Schütte war der Sohn eines Lehrers und wuchs 1865 bis zum Tod des Vaters 1871 in Mundahn bei Eckwarden auf, danach bei seinem Onkel, der Lehrer in Javenloch (Friedrich Augusten Groden, Harlebucht) war und sein naturwissenschaftliches Interesse weckte. 1878 bis 1882 besuchte er das Lehrerseminar in Oldenburg. Danach war er als Lehrer in Astede, Eckwarden, Hartwarden, Brake und Elsfleth tätig.
Nach der Beschäftigung mit der Englischen, Französischen und Lateinischen Sprache bestand Schütte in Bremen die Prüfung als Mittelschullehrer. Anschließend festigte er während eines Studienaufenthaltes in Leith seine Sprachkenntnisse und trat Ostern 1899 eine Lehrerstelle an der Knabenvolksschule in Bremerhaven an. Ab 1901 war er als Lehrer an der Oberrealschule wiederum in Oldenburg angestellt und wurde dort ab 1910 Rektor der Mittelschule für Knaben. 1924 ließ er sich vorzeitig pensionieren und wandte sich ganz der Forschung zu. Er starb im Jahre 1939 an den Folgen eines Verkehrsunfalls und wurde auf dem Neuen Friedhof in Oldenburg begraben. 

### Forschungslaufbahn
Schütte brachte sich die Untersuchungsmethoden für die Marschenforschung bei Studienaufenthalten in den Niederlanden bei. Er brachte selbst rund 1200 Bohrungen bis zu jeweils rund 9 m Tiefe mit einem Handbohrgerät (Marschenlöffel) nieder, um den Schichtenaufbau der Marschen besonders im Weser-Jade Gebiet zu erkunden und erhielt Zugang zu Wattbohrungen und Baggerschürfen auf See durch seine Verbindung mit dem Wilhelmshavener Hafenbaudirektor Wilhelm Krüger. Sein Hauptziel war dabei die Erforschung der Küstensenkung an der Nordsee, worüber er schon 1908 veröffentlichte. Schon damals waren seine Theorien sehr umstritten. Er veröffentlichte in den 1930er Jahren seine Senkungskurve mit wechselnden Senkungs- und Hebungsphasen, gekennzeichnet durch Kleiablagerung während Meerestransgression bei der Senkung und Moorbildung aufgrund von Staunässe in der Hebungsphase. Seine Theorie gilt heute als überholt, war aber seinerzeit einflussreich und wurde von Schütte energisch vertreten. Schüttes Verdienst liegt aber darin, dass sich die Erkenntnis vom anhaltenden Ansteigen des Meeresspiegels bis heute durchsetzen konnte. 
Zugleich befasste sich Schütte auch mit der Geschichte der Menschen und mit der Besiedlung des Küstenraumes. Seine Erkenntnisse fasste er in dem 1935 erschienenen Werk Das Alluvium des Jade-Weser-Gebiets zusammen.
Schütte war außerdem auch vielfältig in Institutionen und wissenschaftlichen Organisationen engagiert. So etwa ab 1891 als Gründungsmitglied des Bezirksvereins Brake des Deutschen Lehrervereins für Naturkunde. Er sorgte für den Zusammenschluss der oldenburgischen Bezirksvereine zum Landesverein Oldenburg-Ostfriesland, in dem er den Vorsitz übernahm. Nachdem die Ostfriesen 1901 aus dem Landesverein ausschieden, vereinigte sich der verbleibende Landesverein mit der Oldenburger Landesgruppe des Bundes für Vogelschutz, der ab 1926 als Oldenburger Landesverein für Heimatkunde und Heimatschutz fortgeführt wurde. Diesen Verein führte Schütte bis 1936.

### Mellum
Mit dem oldenburgischen Regierungserlass von 1909 gegen Eierräuberei und Nachstellung gegen Seevögel und der Entsendung des ersten Vogelwartes nach Mellum konnte Schütte auch auf dem Gebiet des Naturschutzes erste Erfolge verzeichnen. Er galt als der „Entdecker“ der im letzten Viertel des 19. Jahrhunderts neu entstandenen Insel und Gründungsvater des Mellumrats von 1925. Weiterhin unternahm er dort die ersten küstengeologische Forschungen.
Ab 1925 erschienen auf seine Anregung die Oldenburger Blätter für Heimatkunde und Heimatschutz als monatliche Sonderbeilage der Nachrichten für Stadt und Land.

## Ehrungen
1932 wurde er Ehrendoktor der Universität Hamburg. Die Senckenberg Gesellschaft für Naturforschung ernannte ihn ein Jahr später zum korrespondierenden Ehrenmitglied. 1994 ehrten III. Oldenburgischer Deichband, Oldenburgische Landschaft und Gemeinde Wangerland den Marschenforscher mit einer Gedenktafel, die im Deichschart von Neu Augustengroden montiert ist. Schon seit 1954 ist in Oldenburg eine Straße nach Heinrich Schütte benannt.

## Familie
Schütte war seit dem 29. Dezember 1890 mit Alettine Marie Janssen (1864–1939) verheiratet. Das Paar hatte vier Kinder. 

## Schriften
- Insekten-Büchlein. Die wichtigsten Feinde und Freunde der Landwirtschaft aus der Klasse der Insekten. Schriften des Deutschen Lehrervereins für Naturkunde. 1897. Stuttgart.
- Neuzeitliche Senkungserscheinungen an unserer Nordseeküste. Veröffentlicht in: Jahrbuch Oldenburger Verein für Altertumskunde und Landesgeschichte. Band 16. 1908. S. 398–441.
- Geologie der Heimat. Veröffentlicht in: Heimatkunde Herzogtum Oldenburg. Band 1. 1913. S. 137–218.
- Küstenbewegungen an der deutschen Nordseeküste.  Veröffentlicht in: Aus der Heimat. Band 40. 1927. S. 325–356.
- Der Aufbau des Weser-Jade-Alluviums.  Veröffentlicht in: Schriften des Vereins für Naturkunde an der Unterweser. Neue Folge. Band V. Bremerhaven. 1931. S. 3–40.
- Das Alluvium des Weser-Jade Gebietes – ein Beitrag zur Geologie der deutschen Nordseemarschen.  Veröffentlicht in: Wirtschaftswiss. Ges. Stud. Niedersachsens. B 13. Oldenburg. 1935. (zwei Teile)
- Sinkendes Land an der Nordsee?  Veröffentlicht in: Schriften Deutsche Naturkundevereinigung. Neue Folge. Band 9. 1939. Öhringen.
- Die Entstehung und Verlandung der Harlebucht.  Veröffentlicht in:  bh. Nat. Ver. Bremen. Band 30. 1937. S. 209–237.